# Håbo härad

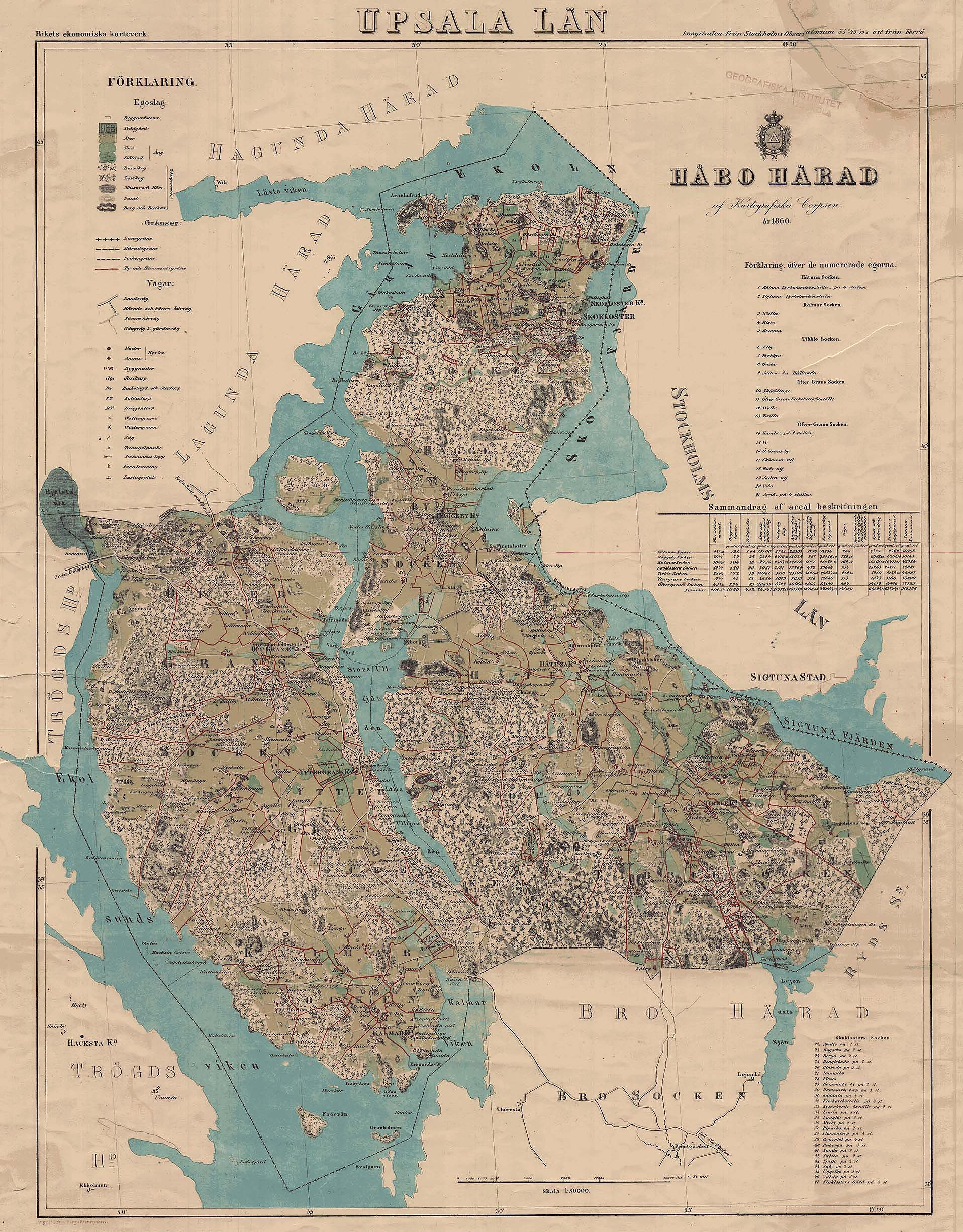
Håbo härad år 1862

Håbo härad var ett  härad i den södra delen av Uppland. Området återfinns numera inom Håbo kommun, Uppsala län och Upplands-Bro kommun i Stockholms län. Håbo härad omfattade knappt 223 km² (varav 186 km² inom den nuvarande kommunen) och hade år 1908 4 496 invånare. Tingsställe var till 1736 Håtuna, därefter till 1857 Gran, från 1858 till 1903 Bålsta för att därefter flytta till Enköping.

## Geografi
Håbo härad var beläget mellan mälarviken Ekolsundsviken i väster, Norra Björkfjärden i söder och vikarna Gorran, Ekoln, Skofjärden och Sigtunafjärden i norr. Landområdet väster om näset mellan Mälaren och Ekoln omfattar nuvarande Håbo kommun medan området öster om densamma numera tillhör Upplands-Bro kommun. Vid det smala näset mellan dessa ligger tätorten Bålsta. Häradet gränsade i söder till Bro härad, i väster till Trögds härad, i nordväst till Lagunda och Hagunda härader, i nordost till Vaksala härad och i ost till Ärlinghundra härad i Stockholms län.
Största orten är idag Bålsta, beläget 48 kilometer nordväst om Stockholm, som också är centralort i kommunen.

## Historia
Det Habo hundare som föregick häradet låg i gränslandet mellan de tidigare uppländska folklanden Attundaland och Tiundaland. De två sydligaste socknarna Håtuna och Håbo-Tibble tillhörde Attundaland och det var denna del som många år senare kom att föras till Upplands-Bro kommun och Stockholms län. Häradets tingsplats låg från början i Håtuna men flyttades sedermera till Bålsta. Namnet Håbo, som under 1300-talet skrevs som Habohundæri, har anor från järnåldern då människor bosatte sig vid mälarviken Hå och därmed blev håbor. 
Inom häradet låg under medeltiden Håtuna kungsgård där den s.k. Håtunaleken utspelade sig mellan Magnus Ladulås söner Birger, Erik och Valdemar år 1306, vilket sedermera ledde fram till händelserna vid Nyköpings gästabud år 1317. På Biskops-Arnö i den nordligaste delen av häradet låg ytterligare en kungsgård som under medeltiden tjänade som sommarresidens åt ärkebiskoparna. Mest kända byggnaden i häradet är kanske ändå Skoklosters slott - en av rikets främsta barockslott uppfört under stormaktstiden 1654-1676.
Håbo härad tillhörde under 1300-talet och början av 1400-talet Stockholms fögderi. Håbo ingick från 1345 i det då nybildade Svartsjö fögderi som från 1360-talet var underordnat Stockholms fögderi. Från 1380-talet och under några decennier in på 1400-talet kan Håbo möjligen ha legat i ett fögderi under Almarestäkets borg, men det är mycket osäkert Från 1520-talet och fram till 1557 räknades häradet som en del av Stäkes län och ingick därefter med Ärlinghundra härad i ett fögderi ännu en tid.

## Socknar
I Håbo härad ingick 1314 tio socknar: Kalmar, Yttergran, Övergran, Tibble, Håtuna, Häggeby, Vassunda, Haga, Sko och Sankt Pers socknar. 1558 ingick de åtta socknarna Kalmar, Yttergran, Övergran, Håtuna, Häggeby, Tibble, Haga och Vassunda jämte Sigtuna stad. Från 1567 räknades även Sko och Sankt Pers socknar hit. Sankt Olofs socken var delad så att de östra delarna hörde till Ärlinghundra härad medan de västra hörde till Håbo härad. 1714 överhördes hela Sankt Olofs socken jämte Vassunda, Haga och Sankt Pers socknar från Håbo till Ärlinghundra härad.
Efter 1714 ingick följande socknar:
I Håbo kommun, Uppsala län
- Häggeby
- Kalmar
- Skokloster
- Yttergran
- Övergran

I Upplands-Bro kommun i Stockholms län
- Håtuna
- Håbo-Tibble

## Län, fögderier, domsagor, tingslag och tingsrätter
Häradet hörde mellan 1634 och 1639, 1648-1651 och från 1654-1714 till Upplands län, Stockholms län (1640-1647 och 1652-1653) samt Uppsala län 1714-1970. 1971 överfördes Håtuna och Håbo-Tibble socknar till Stockholms län. Församlingarna i häradet tillhör(de) Uppsala stift.
Häradets socknar hörde till följande fögderier:
- 1720-1885 Uppsala läns Första fögderi
- 1886-1917 Uppsala läns södra fögderi
- 1918-1966 Trögds fögderi
- 1967-1990 Enköpings fögderi
- 1971-1990 Jakobsbergs fögderi för Håtuna och Håbo-Tibble socknar

Häradets socknar tillhörde följande domsagor, tingslag och tingsrätter:
- 1680-1903 Håbo tingslag i
  - 1680-1689 Bro, Håbo, Trögds, Åsunda, Lagunda och Ärlinghundra häraders domsaga
  - 1689-1714  Bro, Håbo, Ärlinghundra, Åkers, Värmdö, Danderyds och Sollentuna häraders/skeppslags domsaga
  - 1715-1926 Trögds, Åsunda, Bro och Håbo häraders domsaga, från 1853 kallad Uppsala läns södra domsaga
- 1904-1926 Uppsala läns södra domsagas tingslag i Uppsala läns södra domsaga
- 1927-1970 Trögds tingslag (för Trögds, Åsunda, Bro, Håbo och Lagunda härader) i Uppsala läns södra domsaga (Trögds, Åsunda, Bro, Håbo, Lagunda, Hagunda, Ulleråkers, Bälinge, Vaksala och Rasbo härader)

- 1971-2005 Enköpings tingsrätt (före 1980 benämnd Uppsala läns södra tingsrätt) och dess domsaga för socknarna i Håbo kommun
- 2005- Uppsala tingsrätt och dess domsaga för socknarna i Håbo kommun
- 1971-1976 Sollentuna och Färentuna tingsrätt och dess domsaga för Håtuna och Håbo-Tibble socknar
- 1977-2001 Jakobsbergs tingsrätt och dess domsaga för Håtuna och Håbo-Tibble socknar
- 2001-2007 Sollentuna tingsrätt och dess domsaga för Håtuna och Håbo-Tibble socknar
- 2007- Attunda tingsrätt och dess domsaga för Håtuna och Håbo-Tibble socknar

## Åttingar
1540 var Håbo härad indelat i följande åttingar:
Tibble åtting: Alby, Önsta, Skråmsta, Frötuna, Tibble kyrkby, Lövsta, Hållunda, Vallby, Helgesta och Tälgby i Tibble socken samt Aske i Håtuna socken.
Håtuna åtting: Ytternibble, Råby, Markeby, Nibble, Skällsta och Kvidlösa i Håtuna socken; Eneby, Dalby i Tibble socken; Värsta, Viksjö och Hassla i Häggeby socken samt Gelthezlösa i Sankt Pers socken.
Övergrans åtting: Eneby, Nibble, Skämma, Jädra, Åby, Kumla, Gran och Högsta i Övergrans socken; Ryssbyn i Yttergrans socken; Höglunda i Kalmar socken samt Smedby och Edeby i Vassunda socken.
Yttergrans åtting: Lundby, Brunna och Bålsta i Yttergrans socken samt Vi, Brunnsta, Valla och Nyckelby i Övergrans socken.
Kalmar åtting: Eneby, Skörby, Väppeby, Låddersta och Höglunda i Kalmar socken samt Hälgesta i Haga socken.
Haga åtting: Hälgesta i Haga socken, Markeby och Killinge i Håtuna socken.

### Webbkällor
- Nationella arkivdatabasen för uppgifter om fögderier, domsagor, tingslag och tingsrätter